# Förmans befallning
Förmans befallning är en så kallad objektiv ansvarsfrihetsgrund inom svensk straffrätt. Enligt Brottsbalkens 24 kapitel 8 §, kan någon som står under begreppet lydnadsplikt, gå fri från ansvar för brott som han begår på order av en förman, under vilkens lydnad han står.
Begreppet lydnad ligger i pliktbegreppet alltså totalförsvarsplikt etc. men rör även andra pliktstyrda samhällsfunktioner, såsom poliser och även ordningsvakter, som har lydnadsplikt gentemot polisen.
Paragrafen skall tolkas såsom att den underlydande hade skyldighet att utföra den straffbelagda handlingen. Uppgiften kunde vidare skäligen ses vara en del av tjänsten. Därtill kan man säga att i princip skall inte den underlydande åtlyda befallningar som strider mot lagen.
I paragrafen nämns även lydnadsförhållandets art samt gärningens beskaffenhet och omständigheterna i övrigt. Klart är att lagen får spänna över ett stort område, då den kan ses som först och främst utformad för att vara en motvikt till lydnadsplikt så som den ses i brottsbalkens 21:a kapitel Brott av krigsmän som reglerar brott mot lydnadsplikt under förmansskap i krig. Vid folkrättsbrott är förmans befallning normalt inte tillräckligt för ansvarsfrihet.